# Stalin în filatelie
Stalin în filatelie este o colecția de timbre, plicuri, cărți poștale și alte materiale filatelice legate de Iosif Stalin (1878-1953), liderul statului sovietic și al Partidului Comunist al Uniunii Sovietice.

Mărci poștale din Uniunea Sovietică legate de Stalin (selecție)
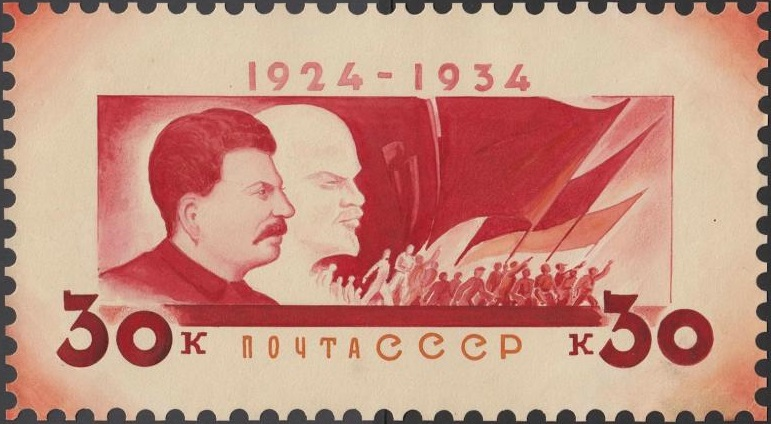
1934: La împlinirea a 10 ani de la moartea lui Lenin
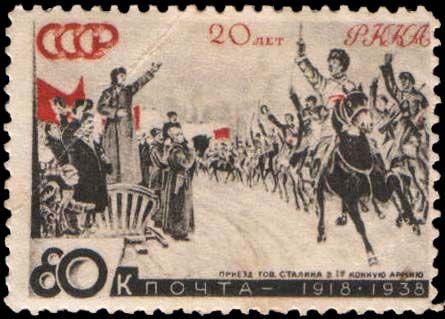
1939: 20 de ani de la înființarea Armatei Roșii: Sosirea lui Stalin în faţa Armatei 1 Cavalerie
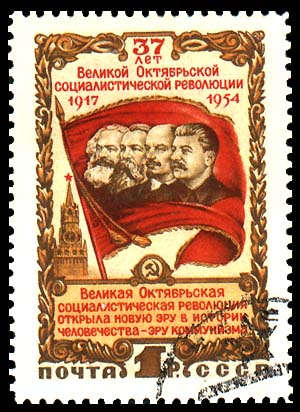
Lenin împreună cu Karl Marx şi Friedrich Engels, marcă poştală din URSS, 1954
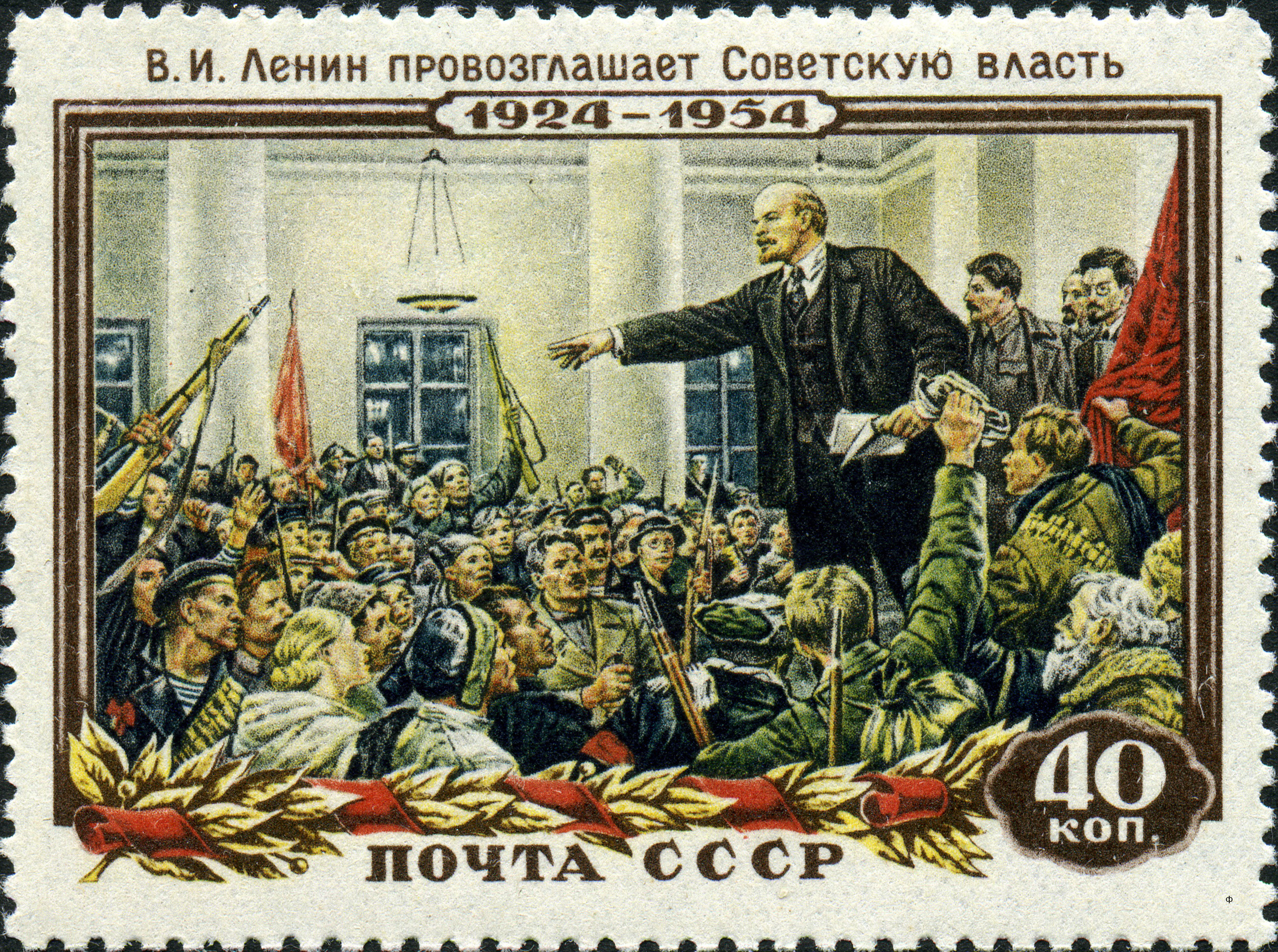
«Lenin proclamă legea sovietică». Lucrare de Vladimir Serov. Versiunea originală cu Stalin în spatele lui Lenin este din 1954
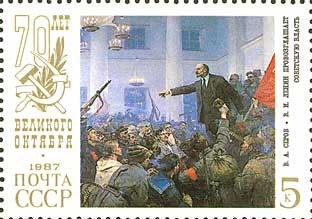
În versiunea din 1962 a fost eliminat Stalin din spatele lui Lenin, după cum se observă şi pe marca poştală din 1987 «70 de ani de Revoluția din Octombrie»

Mărci poștale din Rusia legate de Stalin (selecție)
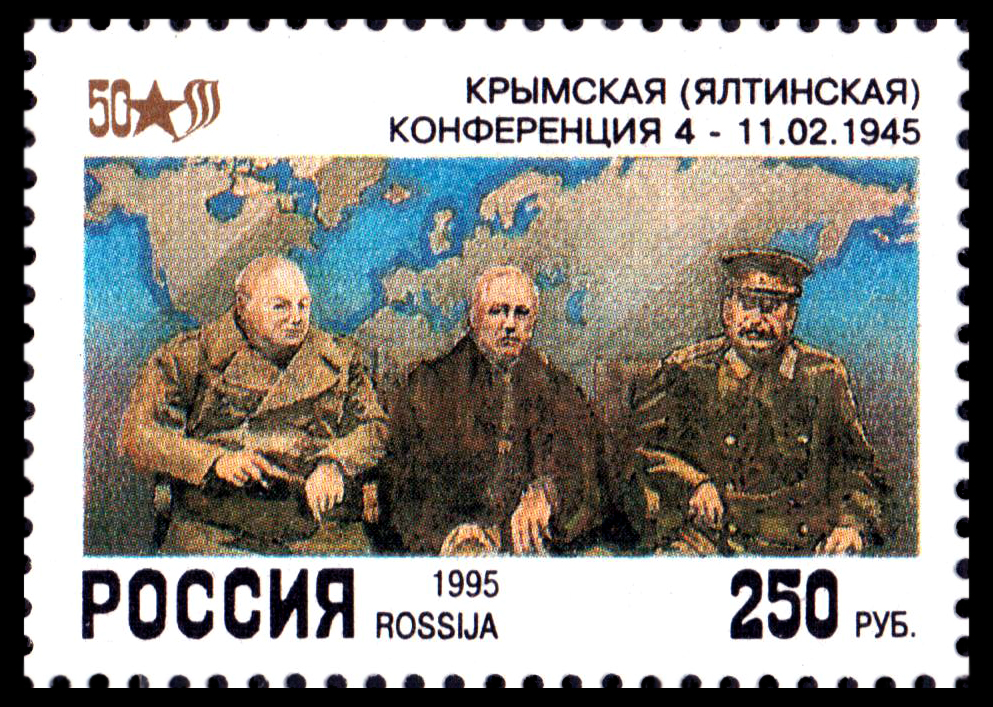
Conferința de la Yalta. Churchill, Roosevelt și Stalin. Marcă poștală din Rusia, 1995

Mărci poștale din România legate de Stalin (selecție)
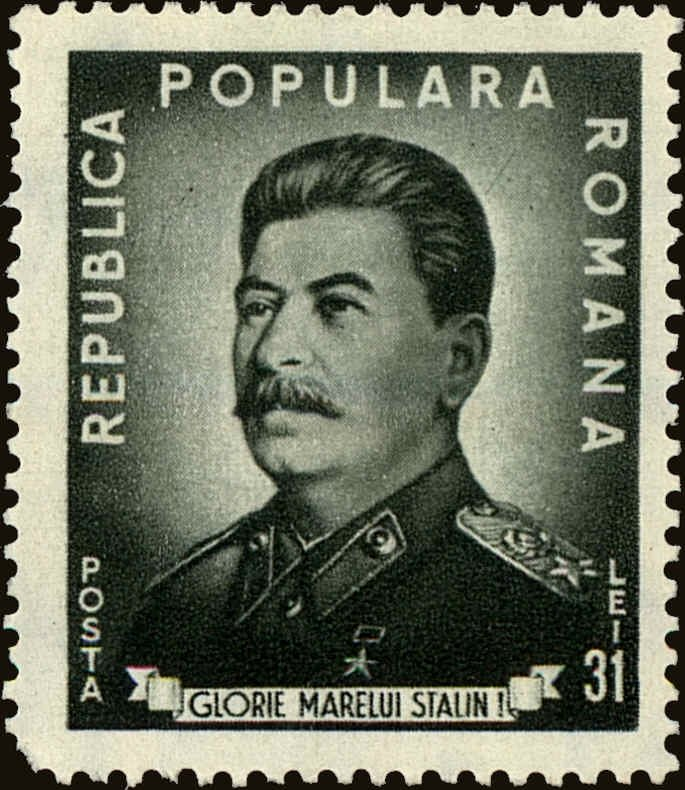
1949: Aniversarea a 70 de ani de la naşterea lui Stalin. Marcă poștală din Republica Populară Română,
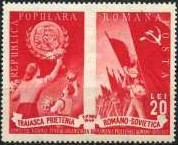
1949: Săptămâna de prietenie româno-sovietică